# عبدلی (نام خانوادگی)
عبدلی یک نام خانوادگی است. افراد شاخص با این نام از این قرارند:
- شهرام عبدلی، بازیگر سینما و تلویزیون ایرانی
- علی عبدلی، پژوهشگر، نویسنده و شاعر ایرانی